# Resurrection (album Twisty)
Resurrection – drugi studyjny album amerykańskiego rapera Twisty. Został wydany 18 października, 1994 roku.

## Lista utworów
1. „Da Resurrection” (Intro)
2. „Suicide” (Remix)
3. „Anomosity Kills”
4. „Street Paranoia”
5. „Re-act With a Mic” (feat. Dres)
6. „Scat Like Dat”
7. „Return”
8. „Dirt on the Down Low”
9. „Shadow Boxin'”
10. „All About the Papes”
11. „One Shot, One Kill”  (feat. B-Hype, Speedknot Mobstaz)
12. „Suicide” (Original Version)